# Hans van den Broek
Henri (Hans) van den Broek (ur. 11 grudnia 1936 w Paryżu, zm. 22 lutego 2025) – holenderski polityk i prawnik, deputowany krajowy, minister spraw zagranicznych (1982–1993) oraz komisarz europejski (1993–1999).

## Życiorys
Absolwent szkoły średniej w Hilversum, ukończył następnie studia prawnicze na Uniwersytecie w Utrechcie. Praktykował w zawodzie prawnika w Rotterdamie, pracował następnie w Arnhem w przedsiębiorstwie N.V. ENKA-Glanzstoff.
Działał w Katolickiej Partii Ludowej, m.in. jako członek egzekutywy tej partii. Współtworzył z nią następnie Apel Chrześcijańsko-Demokratyczny. Od 1970 do 1974 był radnym w Rheden. W 1976 po raz pierwszy został posłem do Tweede Kamer. Do lat 80. był kilkakrotnie wybierany do niższej izby Stanów Generalnych; zawieszał wykonywanie mandatu w związku z obejmowaniem stanowisk rządowych. Od września 1981 do listopada 1982 pełnił funkcję sekretarza stanu do spraw zagranicznych. Następnie przez ponad 10 lat do stycznia 1993 był ministrem spraw zagranicznych w rządach Ruuda Lubbersa. W 1991 był jednym z trzech europejskich mediatorów, którzy prowadzili negocjacje zakończone podpisaniem deklaracji kończącej wojnę dziesięciodniową.
Od stycznia 1993 do września 1999 Hans van den Broek był członkiem kolejnych Komisji Europejskich, odpowiadając za kwestie stosunków zewnętrznych i rozszerzenia.
Po odejściu z czynnej polityki był prezesem zajmującego się stosunkami międzynarodowymi Instytutem Clingendael oraz stacji radiowej RNW. Powoływany w skład rad doradczych różnych organizacji pozarządowych.

## Odznaczenia i wyróżnienia
- Order Oranje-Nassau I klasy (1993)[1]
- Order Zasługi Rzeczypospolitej Polskiej II klasy (2014)[4]
- tytuł ministra stanu (2005)[1]